# 语义安全
语义安全（英語：Semantic Security）是密码学中的术语。如果已知某段未知文段的密文不会泄露任何该文段的其余信息，那么则称该密文是语义安全的。具体而言，给定某条消息{\displaystyle m}（消息满足任意概率分布）的密文和消息的长度，任何概率多项式时间算法（PPTA）都不能以不可忽略地高于任何仅输入消息长度（而不含密文）的其他PPTA的概率获得消息的部分信息。该概念相似于香农的完善保密性定义。完善保密性意味密文不会泄露任何明文的信息，而语义安全侧重表示被揭露的信息不会被实际窃取。:378-381

## 历史
语义安全的概念首先由戈德瓦塞尔（Goldwasser）和米卡里（Micali）在1982年提出，两人后来证明了语义安全和另一性质密文不可辨别性是等价的。后者定义比语义安全更通用，因为它更能实施于检验实际加密方式的安全性。

## 对称密钥加密
在语义安全的對稱密鑰加密加密算法系统中，对抗者不可能从密文获得明文。如交给两段相同长度的明文与其中之一的密文，将不可分辨该密文所对应的明文。

## 公钥加密
为了使非对称密钥加密算法密码系统语义安全，当仅给定某密文和生成密文时所用的公钥时，计算受限的对手应当无法获得有关消息（明文）的重要信息。语义安全只考虑“被动”攻击者的情况，即攻击者可以选择公钥和明文，并观察生成的密文。与其他安全定义不同，语义安全不考虑选择密文攻击（CCA）的情况，选择密文攻击指的是攻击者能够请求解密选定的密文。许多语义安全的加密方案对于选择密文攻击显然是不安全的。因此，语义安全现在被认为是构建通用加密方案的一个不充分条件。
语义安全的加密算法包括Goldwasser-Micali、ElGamal和Paillier。这些方案被认为是可证明安全的，因为它们的语义安全性可以简化为解决一些困难的数学问题（例如，Decisional Diffie-Hellman或二次剩余问题）的复杂性。其他语义不安全的算法，如RSA，可以通过使用最优非对称加密填充（OAEP）等随机加密填充方案实现（在更强的假设下的）语义安全。